# Stolzia angustifolia
Stolzia angustifolia är en orkidéart som beskrevs av Rudolf Mansfeld. Stolzia angustifolia ingår i släktet Stolzia och familjen orkidéer. Inga underarter finns listade i Catalogue of Life.